# The Show Must Go On (cançó de Queen)
"The Show Must Go On" és una cançó del grup de rock britànic Queen, que apareix com a dotzè i últim tema del seu àlbum de 1991, Innuendo. Està acreditat a Queen, però escrita principalment per Brian May. La cançó narra l'esforç del líder Freddie Mercury que va continuar actuant tot i que s'acostava al final de la seva vida, tot i que el seu diagnòstic de VIH/sida encara no s'havia fet públic malgrat les especulacions dels mitjans de comunicació que afirmaven que estava greument malalt. Quan la banda va gravar la cançó l'any 1990, l'estat de Mercury s'havia deteriorat fins al punt que May tenia preocupacions sobre si era físicament capaç de cantar-la. May recorda; "Vaig dir: 'Fred, no sé si això serà possible de cantar'. I va dir: 'Ho faré, estimat' —va baixar el vodka— i va entrar i la va bordar, va trencar completament aquella veu".
Va ser llançat com a senzill al Regne Unit el 14 d'octubre de 1991 com a promoció de l'àlbum Greatest Hits II, només sis setmanes abans de la mort de Mercury. Després de la mort de Mercury el 24 de novembre de 1991, la cançó va tornar a entrar a les llistes britàniques i va passar tantes setmanes al top 75 (cinc) com ho va fer en el seu llançament original, aconseguint inicialment un màxim de 16. Una versió en directe amb Elton John a la veu va aparèixer a l'àlbum Greatest Hits III de Queen.
La cançó es va tocar per primera vegada en directe el 20 d'abril de 1992, durant el concert d'homenatge a Freddie Mercury, interpretada pels tres membres restants de Queen, amb Elton John cantant la veu principal i el guitarrista de Black Sabbath Tony Iommi tocant la guitarra rítmica. Des de llavors, Queen + Paul Rodgers i Queen + Adam Lambert l'han tocat en directe, amb Rodgers citant una de les actuacions com la millor de la seva carrera. Des del seu llançament, la cançó ha aparegut a la televisió, al cinema (inclosa una versió operística a Moulin Rouge!), i ha estat versionada per diversos artistes.

## Història i gravació
Després d'escoltar a John Deacon i Roger Taylor tocant la seqüència d'acords que més tard seria la base de gairebé tota la cançó, Brian May es va asseure amb Freddie Mercury i tots dos van decidir el tema de la cançó i van escriure algunes lletres. May va anotar la resta de paraules, així com la melodia, i va afegir un pont amb una seqüència d'acords inspirada en el Cànon de Pachelbel. May estava convençut que el títol de la cançó era massa previsible i es va oferir a canviar-lo, però Mercury s'hi va negar.
Les versions de demostració presentaven May cantant, havent de cantar algunes parts en falset perquè eren massa agudes. Quan May va presentar la demo final a Mercury, va tenir dubtes que Mercury fos físicament capaç de cantar la línia vocal molt exigent de la cançó, a causa de l'extensió de la seva malaltia en aquell moment. Per a sorpresa de May, quan va arribar el moment de gravar les veus, en Mercury va consumir una mica de vodka i va dir: "Ho faré, estimat!" (I'll fucking do it, darling) després va interpretar la línia vocal.
May va cantar la majoria de les veus de suport (inclosa l'última línia) i va tocar el sintetitzador Korg M1 així com la guitarra. El productor David Richards va suggerir el canvi de clau al segon vers.
| «                  | (anglès) "The Show Must Go On" came from Roger and John playing the sequence, and I started to put things down. At the beginning, it was just this chord sequence, but I had this strange feeling that it could be somehow important, and I got very impassioned and went and beavered away at it. I sat down with Freddie, and we decided what the theme should be and wrote the first verse. It's a long story, that song, but I always felt it would be important because we were dealing with things that were hard to talk about at the time, but in the world of music, you could do it. | (català) The Show Must Go On" va venir de Roger i John tocant la seqüència, i vaig començar a deixar les coses. Al principi, només era aquesta seqüència d'acords, però vaig tenir aquesta estranya sensació que podria ser d'alguna manera important i m'hi vaig apassionar i vaig fer de formigueta. Em vaig asseure amb Freddie i vam decidir quin tema havia de ser i vam escriure el primer vers. És una història llarga, aquella cançó, però sempre vaig pensar que seria important perquè estàvem tractant amb coses de les quals era difícil parlar aleshores, però en el món de la música, es podia fer. | » |
| — Brian May – 1994 | | |   |

Les lletres estan plenes d'al·lusions, metàfores i altres figures retoriques, cosa que dificulta una mica la comprensió. S'anuncia una tragèdia poc disfressada. Al final, el text fa referència a la determinació, a les ganes furibundes de viure ("I have to find the will to carry on with the show" (He de trobar la voluntat de continuar amb l'espectacle)) malgrat la força que s'esvaeix ("inside my heart is breaking, my make-up may be flaking" (A dins se m'està trencant el cor, el maquillatge pot caure)). Des de la perspectiva de l'harmonia, la cançó comença en si menor; després hi ha una modulació a do sostingut menor com si la cançó impliqués una esperança (un augment de to); però finalment torna a recaure en si menor.
Jim Hutton, la parella de Mercury que va estar amb ell durant els últims 6 anys fins a la seva mort, esmenta la lletra que fa referència a l'ús del maquillatge durant els seus últims dies:
| «                   | (anglès) To me, the most autobiographical line was: "My make-up may be flaking but my smile still stays on". That was true. No matter how ill Freddie felt, he never grumbled to anyone or sought sympathy of any kind. It was his battle, no one else's, and he always wore a brave face against the ever-increasing odds against him. | (català) Per a mi, la línia més autobiogràfica va ser: "My make-up may be flaking but my smile still stays on" (el maquillatge pot caure però el meu somriure encara es mantè). Això era cert. Per molt malament que es sentís Freddie, mai no va grunyir a ningú ni va buscar cap tipus de simpatia. Va ser la seva batalla, la de ningú més, i sempre va portar una cara valenta davant les probabilitats cada cop més grans en contra seu. | » |
| — Jim Hutton – 1994 | | |   |

## Vídeo promocional
Com que Mercury havia contragut el VIH/SIDA, la seva salut havia començat a deteriorar-se ràpidament; com a resultat, no es va rodar cap imatge nova del cantant principal. El vídeo musical, en canvi, consistia en un muntatge de clips que abastaven els vídeos musicals de Queen de 1981 a 1991, com a precursor del llançament imminent de l'àlbum Greatest Hits II de la banda durant aquest període. Al muntatge es mostren imatges de vídeos promocionals de la dècada de 1980, a part d'"Under Pressure" i "Hammer to Fall", incloses "I Want to Break Free", "Friends Will Be Friends", "I'm Going Slightly Mad", "Breakthru", "Radio Ga Ga", "The Miracle", "The Invisible Man", "Headlong", "Calling All Girls", "Innuendo", "Back Chat", "Who Wants to Live Forever", "Scandal" i "One Vision". Això, juntament amb la lletra de la cançó, va continuar alimentant els informes dels mitjans de comunicació de llarga durada que Mercury estava greument malalt, tot i que encara es va negar oficialment que passés alguna cosa greu. El mes següent, Mercury finalment va anunciar que patia de sida, i va morir amb prou feines 24 hores després d'aquest anunci. El vídeo musical va ser compilat i editat per l'equip de directors austríac DoRo, format per Rudi Dolezal i Hannes Rossacher.

## Enregistraments en directe
- Durant el concert d'homenatge a Freddie Mercury a l'estadi de Wembley, Londres el 1992, els membres supervivents de Queen juntament amb Elton John i Tony Iommi de Black Sabbath van interpretar "The Show Must Go On".[5] El concert es va publicar més tard en DVD l'any 2002 per al desè aniversari.[5]
- Al Théâtre National de Chaillot, París l'any 1997, Queen va interpretar la cançó amb Elton John i el Béjart Ballet, que està disponible a Queen's Greatest Hits III.[8] Aquest també va ser l'últim esdeveniment de Queen que va incloure al baixista John Deacon; es va retirar de la música després d'aquesta actuació.
- El 2006 VH1 Rock Honors al Mandalay Bay Events Center de Las Vegas, va comptar amb Queen + Paul Rodgers interpretant "The Show Must Go On", juntament amb "Under Pressure", "We Will Rock You" i " We Are the Champions" com a una retransmissió en directe.[13]
- Als Premis MTV Europe Music 2011, Queen va tancar la cerimònia de lliurament dels premis, amb Adam Lambert a la veu, interpretant "The Show Must Go On", "We Will Rock You" i "We Are the Champions".[14]
- El 28 d'agost de 2020, Queen + Adam Lambert van llançar una versió en directe de la cançó gravada a l'O2 Arena de Londres el 4 de juliol de 2018 com a teaser de l'àlbum en directe Live Around the World.[15]

## Llista de pistes
- 7" senzill[16]

1. "The Show Must Go On" – 4:31
2. "Keep Yourself Alive" – 3:46

- 12"/CD senzill[17][18]

1. "The Show Must Go On" – 4:31
2. "Keep Yourself Alive" – 3:46
3. "Queen Talks" – 1:43
4. "Body Language" (només als senzills en CD) – 4:32

- CD single limitat

1. "The Show Must Go On" – 4:31
2. "Now I'm Here" – 4:12
3. "Fat Bottomed Girls" – 4:15
4. "Las Palabras de Amor" – 4:30

## Llistes i certificacions
| Llista (1991–1992)                    | Millor posició |
| ------------------------------------- | -------------- |
| Austràlia (ARIA)                      | 75             |
| Bèlgica (Ultratop 50 Flandes)         | 22             |
| Europa (European Hot 100 Singles)     | 19             |
| França (SNEP)                         | 2              |
| Alemanya (Llistes oficials alemanyes) | 7              |
| Irlanda (IRMA)                        | 17             |
| Itàlia (Musica e dischi)              | 5              |
| Païssos Baixos (Dutch Top 40)         | 7              |
| Païssos Baixos (Single Top 100)       | 6              |
| Nova Zelanda (Recorded Music NZ)      | 20             |
| Suècia (Sverigetopplistan)            | 30             |
| Suïssa (Swiss Hitparade)              | 11             |
| UK Singles (OCC)                      | 16             |
| US Mainstream Rock (Billboard)        | 40             |

| Llista (2022)                     | Millor posició |
| --------------------------------- | -------------- |
| Polònia (Polònia Airplay Top 100) | 74             |

| Llista (1991)                | Posició |
| ---------------------------- | ------- |
| Països Baixos (Dutch Top 40) | 95      |

| Llista (1992)                         | Posició |
| ------------------------------------- | ------- |
| Alemanya (Llistes oficials alemanyes) | 46      |

| País             | Certificació | Vendes    |
| ---------------- | ------------ | --------- |
| França (SNEP)    | Argent       | 125.000 + |
| Itàlia (FMI)     | Platí        | 50.000 +  |
| Regne Unit (BPI) | Or           | 400.000 + |

## Personal
- Freddie Mercury - veu principal
- Brian May - guitarra elèctrica, teclats, programació, cors
- Roger Taylor - bateria, cors
- John Deacon - baix[1][2]

## Versió de Celine Dion
Celine Dion va gravar una versió d'estudi de "The Show Must Go On" de Queen i la va llançar com a senzill digital el 20 de maig de 2016. El tema inclou Lindsey Stirling al violí.

### Fons i llançament
El 2007, Dion va interpretar "The Show Must Go On" com a homenatge a Freddie Mercury en un especial de televisió de TF1 amb els cantants francesos Christophe Maé i David Hallyday. Dion va interpretar la cançó en directe durant la seva gira mundial Taking Chances el 2008, fent un homenatge a Queen i Mercury. La seva actuació es va publicar a Taking Chances World Tour: The Concert i Celine: Through the Eyes of the World el 2010. Des del 2015, ha interpretat "The Show Must Go On" per als seus concerts a Las Vegas, Celine.
Dion també va interpretar la cançó durant el Billboard Music Award 2016 el 22 de maig de 2016, on va rebre el premi Icon. Va ser la seva primera actuació fora del Coliseu al Caesars Palace des que el seu marit, René Angélil va morir el gener de 2016. L'actuació va rebre crítiques favorables. Va ser llançat a YouTube i Vevo el 3 de juny de 2016. Dion també va interpretar "The Show Must Go On" durant les seves gires de 2016 i 2017.
El 20 de maig de 2016, "The Show Must Go On" es va publicar a iTunes, Amazon.com i altres plataformes digitals, i va estar disponible als serveis de streaming, com YouTube i Vevo.

### Rendiment comercial
A França, "The Show Must Go On" va debutar al número vint-i-tres, venent 1.000 còpies la primera setmana. Al Canadà, també va entrar a la llista Hot Digital Songs al número vint-i-tres. "The Show Must Go On" també va debutar al número vuitanta-nou del Canadian Hot 100. Al Quebec, Dion va entrar al gràfic ADISQ al capdamunt. Als Estats Units, "The Show Must Go On" va entrar a la llista Pop Digital Songs al número quaranta-cinc. A Bèlgica, Valònia, va arribar al número quaranta-set del gràfic Ultratip.

### Llista de pistes
- Single digital[53]

1. "The Show Must Go On" (amb Lindsey Stirling) – 4:25

- single promocional dels EUA[53]

1. "The Show Must Go On" (versió principal) – 4:25
2. "The Show Must Go On" (edició de ràdio) – 3:30

### Llistes
| Llistes (2016)                   | Millor posició |
| -------------------------------- | -------------- |
| Bèlgica (Ultratip Valònia)       | 47             |
| Canada (Canadian Hot 100)        | 89             |
| França (SNEP)                    | 23             |
| Quebec (ADISQ)                   | 1              |
| Suïssa (Media Control Romandy)   | 17             |
| Sud-àfrica (EMA)                 | 38             |
| US Pop Digital Songs (Billboard) | 45             |

### Historial de llançaments
| País     | Data                 | Format                     | Etiqueta | Ref.   |
| -------- | -------------------- | -------------------------- | -------- | ------ |
| Diversos | 20 de maig de 2016   | Descàrrega digital         | Columbia | [ 39 ] |
| Itàlia   | 22 de juliol de 2016 | Ràdio d'èxit contemporània | Sony     | [ 59 ] |

## Disc de la Marató
La cançó ha estat versionada en català amb una lletra diferent per La Marató de TV3, interpretada per Malú pel disc de La Marató 2011 dedicada a la regeneració i trasplantament d'òrgans i teixits, i per la banda tribut God Save the Queen al disc de 2019. Les lletres de les dues versions tenien petites diferències entre elles.